# Кутоп'юганське сільське поселення
Куто́п'юга́нське сільське поселення (рос. Кутопьюганское сельское поселение) — сільське поселення у складі Надимського району Ямало-Ненецького автономного округу Тюменської області Росії.
Адміністративний центр — село Кутоп'юган.
Населення сільського поселення становить 1209 осіб (2017; 1185 у 2010, 1352 у 2002).
Станом на 2002 рік існували Кутоп'юганська сільська рада (селище Кутоп'юган, села Хорова, Ярцангі) та Норинська сільська рада (село Норі).

## Склад
До складу сільського поселення входять:
| Населений пункт  | Населення, осіб (2002) | Населення, осіб (2010) |
| ---------------- | ---------------------- | ---------------------- |
| Кутоп'юган, село | 849                    | 824                    |
| Норі, село       | 455                    | 361                    |
| Хорова, село     | 0                      | -                      |
| Ярцангі, село    | 48                     | -                      |